# Canton de Millau-Est
Cet article possède un paronyme, voir Canton de Millau.
Le canton de Millau-Est est une ancienne division administrative française située dans le département de l'Aveyron et la région Midi-Pyrénées.

## Histoire
Canton créé en 1973 (découpage de l'ancien canton de Millau).

## Représentation

### Conseillers généraux du canton de Millau (1833 à 1973)
| Période | Période      | Identité                                        | Étiquette              | Qualité                                                                            |
| ------- | ------------ | ----------------------------------------------- | ---------------------- | ---------------------------------------------------------------------------------- |
| 1833    | 184.         | Philippe Louis Gaujal de Saint-Maur (1782-1856) | Majorité ministérielle | Propriétaire Maire de Milhau Député (1841-1848)                                    |
| 184.    | 1848         | Henry Jean Joseph Fabry,                        |                        | Avocat et notaire à Milhau                                                         |
| 1848    | 1856         | Aristide Rouvelet                               |                        | Ancien Sous-Préfet Maire de Milhau (1848-1855)                                     |
| 1856    | 1871         | Achille Hilarion Villa                          |                        | Banquier, maire de Millau (1855-1865)                                              |
| 1871    | 1896 (décès) | Paul Bonhomme                                   | Républicain            | Propriétaire                                                                       |
| 1896    | 1931 (décès) | André Balitrand                                 | Rad.                   | Avocat Député (1902-1919 et 1924-1928) Maire de Millau (1905-1912)                 |
| 1932    | 1937         | François Barsalou                               | Rad.                   | Médecin à Millau Maire de Millau (1925-1930 et 1933-1936)                          |
| 1937    | 1940         | André Jonquet                                   | Rad.dissident puis PSF | Ancien Président de la Chambre de Commerce de Millau                               |
|         |              |                                                 |                        |                                                                                    |
| 1945    | 1967         | Charles Dutheil                                 | MRP puis CD            | Gérant de la banque La Marseillaise Député (1958-1962) Maire de Millau (1949-1965) |
| 1967    | 1973         | Jean Gabriac                                    | UDR                    | Médecin Député (1973-1976) Maire de Millau (1971-1976)                             |

### Conseillers d'arrondissement (de 1833 à 1940)
| Période                                  | Période          | Identité                   | Étiquette   | Qualité |
| ---------------------------------------- | ---------------- | -------------------------- | ----------- | --- |
| 1833                                     | 1848             | Jean Jacques Maurice Sabde |             | Conducteur des Ponts et Chaussées faisant fonction d'ingénieur, Milhau                                      |
|                                          |                  |                            |             | |
| 1852                                     | 1880             | Bernard Dejean             |             | Médecin accoucheur à Millau                                                                                 |
| 1880                                     | 1886             | Jules Cros                 |             | Propriétaire à Millau                                                                                       |
| 1886                                     | 1898             | Dieudonné Lubac            | Républicain | Docteur-médecin à Millau                                                                                    |
| 1898                                     | 1904 (décès)     | Eugène Jeanjean            | Radical     | Avoué, Premier adjoint au maire de Millau, Président du comice agricole                                     |
| 1904                                     | 1910             | Victorin Déjean            | Radical     | Propriétaire et industriel à Saint-Georges-de-Luzençon                                                      |
| 1910                                     | 1920 (décès)     | Hilarion Rudel             | Radical     | Adjoint au maire de Millau                                                                                  |
| 1920                                     | 1928             | Henri Aldebert             | Radical     | Adjoint au maire de Millau, Président du Conseil d'arrondissement                                           |
| 1928                                     | 1934             | Raoul Marquès              | Droite      | Président du Conseil d'arrondissement, négociant en laines et peaux à Millau                                |
| 1934                                     | 1936 (démission) | Paul Boyer                 | Radical     | Président honoraire du Tribunal civil de Millau                                                             |
| 31 janv. 1937                            | 1940             | M. Coulon                  | Radical     | Commis principal du Trésor, Millau                                                                          |
| 1940                                     |                  |                            |             | Les conseils d'arrondissement ont été suspendus par la loi du 12 octobre 1940 et n'ont jamais été réactivés |
| Les données manquantes sont à compléter. |                  |                            |             | |

### Conseillers généraux du canton de Millau-Est (1973 à 2015)
| Période | Période | Identité          | Étiquette      | Qualité |
| ------- | ------- | ----------------- | -------------- | --- |
| 1973    | 2001    | Jean-Louis Coulon | PS             | Agent immobilier à Millau                                                                                           |
| 2001    | 2008    | Jean-Luc Gayraud  | UDF puis MoDem | Enseignant, Président de la Communauté Millau-Grands-Causses                                                        |
| 2008    | 2015    | Guy Durand        | PS             | Avocat, professeur de droit public Maire de Millau (2008-2014), ancien conseiller général du canton de Millau-Ouest |

### Résultats électoraux détaillés
- Élections cantonales de 2001 : Jean-Luc Gayraud (Divers droite) est élu au second tour avec 56,8 % des suffrages exprimés, devant Thérèse Molenat (PS) (43,2 %). Le taux de participation est de 58,95 % (3 814 votants sur 6 470 inscrits)[7].
- Élections cantonales de 2008 : Guy Durand   (PS) est élu au second tour avec 58,98 % des suffrages exprimés, devant Jean-Luc Gayraud  (UDFD) (41,02 %). Le taux de participation est de 68,49 % (4 665 votants sur 6 811 inscrits)[8].

## Composition
- L'ancien canton de Millau se composait des communes de : Aguessac, Compeyre, Compregnac, Creissels, Millau, Paulhe et Saint-Georges.

- Le canton de Millau-Est se composait d’une fraction de la commune de Millau et de trois autres communes[9]. Il comptait 9 163 habitants (population municipale) au 1er janvier 2012.

| Nom                | Code Insee | Intercommunalité            | Population (dernière pop. légale)              |
| ------------------ | ---------- | --------------------------- | ---------------------------------------------- |
| Millau (chef-lieu) | 12145      | CC de Millau Grands Causses | Fraction : 7 426(2012) Commune : 22 064 (2014) |
| Aguessac           | 12002      | CC de Millau Grands Causses | 861 (2014)                                     |
| Compeyre           | 12070      | CC de Millau Grands Causses | 528 (2014)                                     |
| Paulhe             | 12178      | CC de Millau Grands Causses | 386 (2014)                                     |

## Démographie
| 1975 | 1982 | 1990  | 1999  | 2006  | 2011  | 2012  |
| ---- | ---- | ----- | ----- | ----- | ----- | ----- |
| -    | -    | 9 696 | 9 348 | 9 331 | 8 843 | 9 163 |